# Pontiac
Pontiac este o marcă de automobile produse de concernul General Motors până la 31 octombrie 2010. Fondată în 1926, în localitatea Pontiac, Michigan, Statele Unite ale Americii, firma a produs mașini ca Pontiac Sunfire, Pontiac Grand Prix și alte modele.

## Modele
- Pontiac Aztek
- Pontiac Bonnevile
- Pontiac G3
- Pontiac G5
- Pontiac G6
- Pontiac G8
- Pontiac Grand Prix
- Pontiac Matiz
- Pontiac Solsticr
- Pontiac Sunfire
- Pontiac Torrent
- Pontiac Vibe